# Back for More Live
Back for More Live is de eerste dvd van zangeres Natalia en werd uitgebracht op 14 februari 2005. In de dvd kan men liedjes horen uit Natalia's twee albums This Time & Back For More. De dvd werd opgenomen in de Zuiderkroon te Antwerpen. Naast eigen nummers zong Natalia ook enkele covers. De cover You Are was zeer geliefd bij het publiek, deze vindt men eveneens terug op Natalia's single: Ridin' By. Van de dvd zijn meer dan 30,000 exemplaren verkocht.

## Tracklist
- 1. Unspeakable
- 2. Back For More
- 3. This Time
- 4. Alright Ok, You Win
- 5. Hanky Panky
- 6. You Are
- 7. Some Things Are Meant To Be
- 8. Get Back
- 9. Never Never
- 10. Higher than the Sun
- 11. We're Gonna Have a Party
- 12. I've Only Begun To Fight
- 13. Queen of the Night
- 14. Fragile Not Broken
- 15. What Don't Kill You Makes You Stronger
- 16. Shelter
- 17. I Want You Back
- 18. Elvis medley
  - Heartbreak Hotel
  - Jailhouse Rock
  - Big Hunk O' Love
  - Hound dog
  - Trouble
- 19. Ridin' By
- 20. Love Shack
- 21. Risin'
- 22. Think
- 23. You're Gonna Get There
- 24. Tina medley
  - The Best
  - Steamy Windows
  - Nutbush City Limits
  - River Deep - Mountain High

Extra
- Behind the scenes
  - live recording
  - cd recording
- Videoclips
  - I've Only Begun To Fight
  - Risin'
  - Fragile Not Broken

### Hitnotering
| "Back For More - Live" in de Vlaamse Ultratop 10 Muziek-DVD - binnen: 19-02-2005 | "Back For More - Live" in de Vlaamse Ultratop 10 Muziek-DVD - binnen: 19-02-2005 | "Back For More - Live" in de Vlaamse Ultratop 10 Muziek-DVD - binnen: 19-02-2005 | "Back For More - Live" in de Vlaamse Ultratop 10 Muziek-DVD - binnen: 19-02-2005 | "Back For More - Live" in de Vlaamse Ultratop 10 Muziek-DVD - binnen: 19-02-2005 | "Back For More - Live" in de Vlaamse Ultratop 10 Muziek-DVD - binnen: 19-02-2005 | "Back For More - Live" in de Vlaamse Ultratop 10 Muziek-DVD - binnen: 19-02-2005 | "Back For More - Live" in de Vlaamse Ultratop 10 Muziek-DVD - binnen: 19-02-2005 | "Back For More - Live" in de Vlaamse Ultratop 10 Muziek-DVD - binnen: 19-02-2005 | "Back For More - Live" in de Vlaamse Ultratop 10 Muziek-DVD - binnen: 19-02-2005 | "Back For More - Live" in de Vlaamse Ultratop 10 Muziek-DVD - binnen: 19-02-2005 | "Back For More - Live" in de Vlaamse Ultratop 10 Muziek-DVD - binnen: 19-02-2005 | "Back For More - Live" in de Vlaamse Ultratop 10 Muziek-DVD - binnen: 19-02-2005 | "Back For More - Live" in de Vlaamse Ultratop 10 Muziek-DVD - binnen: 19-02-2005 | "Back For More - Live" in de Vlaamse Ultratop 10 Muziek-DVD - binnen: 19-02-2005 | "Back For More - Live" in de Vlaamse Ultratop 10 Muziek-DVD - binnen: 19-02-2005 | "Back For More - Live" in de Vlaamse Ultratop 10 Muziek-DVD - binnen: 19-02-2005 | "Back For More - Live" in de Vlaamse Ultratop 10 Muziek-DVD - binnen: 19-02-2005 | "Back For More - Live" in de Vlaamse Ultratop 10 Muziek-DVD - binnen: 19-02-2005 | "Back For More - Live" in de Vlaamse Ultratop 10 Muziek-DVD - binnen: 19-02-2005 | "Back For More - Live" in de Vlaamse Ultratop 10 Muziek-DVD - binnen: 19-02-2005 | "Back For More - Live" in de Vlaamse Ultratop 10 Muziek-DVD - binnen: 19-02-2005 | "Back For More - Live" in de Vlaamse Ultratop 10 Muziek-DVD - binnen: 19-02-2005 | "Back For More - Live" in de Vlaamse Ultratop 10 Muziek-DVD - binnen: 19-02-2005 | "Back For More - Live" in de Vlaamse Ultratop 10 Muziek-DVD - binnen: 19-02-2005 | "Back For More - Live" in de Vlaamse Ultratop 10 Muziek-DVD - binnen: 19-02-2005 | "Back For More - Live" in de Vlaamse Ultratop 10 Muziek-DVD - binnen: 19-02-2005 | "Back For More - Live" in de Vlaamse Ultratop 10 Muziek-DVD - binnen: 19-02-2005 | "Back For More - Live" in de Vlaamse Ultratop 10 Muziek-DVD - binnen: 19-02-2005 | "Back For More - Live" in de Vlaamse Ultratop 10 Muziek-DVD - binnen: 19-02-2005 |
| Week                                                                             | 1                                                                                | 2                                                                                | 3                                                                                | 4                                                                                | 5                                                                                | 6                                                                                | 7                                                                                | 8                                                                                | 9                                                                                | 10                                                                               | 11                                                                               | 12                                                                               | 13                                                                               | 14                                                                               | 15                                                                               | 16                                                                               | 17                                                                               | 18                                                                               | 19                                                                               | 20                                                                               | 21                                                                               | 22                                                                               | 23                                                                               | 24                                                                               | 25                                                                               | 26                                                                               | 27                                                                               | 28                                                                               | 29                                                                               |
| -------------------------------------------------------------------------------- | -------------------------------------------------------------------------------- | -------------------------------------------------------------------------------- | -------------------------------------------------------------------------------- | -------------------------------------------------------------------------------- | -------------------------------------------------------------------------------- | -------------------------------------------------------------------------------- | -------------------------------------------------------------------------------- | -------------------------------------------------------------------------------- | -------------------------------------------------------------------------------- | -------------------------------------------------------------------------------- | -------------------------------------------------------------------------------- | -------------------------------------------------------------------------------- | -------------------------------------------------------------------------------- | -------------------------------------------------------------------------------- | -------------------------------------------------------------------------------- | -------------------------------------------------------------------------------- | -------------------------------------------------------------------------------- | -------------------------------------------------------------------------------- | -------------------------------------------------------------------------------- | -------------------------------------------------------------------------------- | -------------------------------------------------------------------------------- | -------------------------------------------------------------------------------- | -------------------------------------------------------------------------------- | -------------------------------------------------------------------------------- | -------------------------------------------------------------------------------- | -------------------------------------------------------------------------------- | -------------------------------------------------------------------------------- | -------------------------------------------------------------------------------- | -------------------------------------------------------------------------------- |
| Nummer                                                                           | 2                                                                                | 1                                                                                | 1                                                                                | 1                                                                                | 1                                                                                | 1                                                                                | 1                                                                                | 1                                                                                | 1                                                                                | 2                                                                                | 2                                                                                | 2                                                                                | 3                                                                                | 2                                                                                | 3                                                                                | 6                                                                                | 7                                                                                | 8                                                                                | 6                                                                                | 3                                                                                | 3                                                                                | 2                                                                                | 2                                                                                | 1                                                                                | 1                                                                                | 1                                                                                | 1                                                                                | 1                                                                                | 1                                                                                |
| Week                                                                             | 30                                                                               | 31                                                                               | 32                                                                               | 33                                                                               | 34                                                                               |                                                                                  | 35                                                                               |                                                                                  | 36                                                                               | 37                                                                               | 38                                                                               | 39                                                                               | 40                                                                               | 41                                                                               | 42                                                                               | 43                                                                               | 44                                                                               | 45                                                                               | 46                                                                               |                                                                                  | 47                                                                               | 48                                                                               | 49                                                                               | 50                                                                               | 51                                                                               | 52                                                                               |                                                                                  | 53                                                                               |                                                                                  |
| Nummer                                                                           | 1                                                                                | 2                                                                                | 5                                                                                | 2                                                                                | 5                                                                                | uit                                                                              | 10                                                                               | uit                                                                              | 7                                                                                | 7                                                                                | 7                                                                                | 6                                                                                | 5                                                                                | 4                                                                                | 5                                                                                | 5                                                                                | 6                                                                                | 7                                                                                | 10                                                                               | uit                                                                              | 8                                                                                | 9                                                                                | 8                                                                                | 9                                                                                | 8                                                                                | 7                                                                                | uit                                                                              | 10                                                                               | uit                                                                              |